# Lijst van rijksmonumenten in Sint Nicolaasga
De plaats Sint Nicolaasga (Sint Nyk) telt 13 inschrijvingen in het rijksmonumentenregister. Hieronder een overzicht. 
| Object                                                                                  | Oorspronkelijke functie?  | Bouwjaar                                          | Architect                                     | Locatie                                    | Coördinaten?                  | Nr.?   | Afbeelding                                       |
| --------------------------------------------------------------------------------------- | ------------------------- | ------------------------------------------------- | --------------------------------------------- | ------------------------------------------ | ----------------------------- | ------ | ------------------------------------------------ |
| Sint-Nicolaaskerk                                                                       | Kerk en kerkonderdeel     | 1885-'87 1969-'73 (rest.)                         | J.D. van der Weide H.J. van Wissen (1969-'73) | Kerkstraat 14                              | 52° 55' 24" NB, 5° 44' 40" OL | 13252  | Meer afbeeldingen                                |
| Sint-Nicolaaskerk, grafleggingsreliëf en beelden                                        | Gebouw                    | ca. 1525 (reliëf) 18e eeuw (Jozef- en Mariabeeld) |                                               | Kerkstraat 14                              | 52° 55' 24" NB, 5° 44' 40" OL | 13253  | Sint-Nicolaaskerk, grafleggingsreliëf en beelden |
| Protestantse kerk                                                                       | Kerk en kerkonderdeel     | 1721                                              |                                               | Omloop 4                                   | 52° 55' 28" NB, 5° 44' 27" OL | 13254  | Meer afbeeldingen                                |
| Stelphoeve met inrit aan de voorzijde en kelder waarboven vierruitsvensters met blinden | Boerderij                 | 1872                                              |                                               | Westend 13                                 | 52° 54' 59" NB, 5° 44' 20" OL | 13255  | Meer afbeeldingen                                |
| Wilhelminaoord                                                                          | Gezondheidszorg           | 1907                                              | H.H. Kramer                                   | S. Hepkemalaan 20                          | 52° 55' 20" NB, 5° 45' 7" OL  | 514060 | Meer afbeeldingen                                |
| Wilhelminaoord, tuinmanswoning                                                          | Bijgebouwen kastelen enz. | ca. 1910                                          | H.H. Kramer                                   | S. Hepkemalaan 22                          | 52° 55' 20" NB, 5° 45' 7" OL  | 514061 | Upload foto                                      |
| Doniastate                                                                              | Woonhuis                  | ca. 1910                                          | verm. H.H. Kramer                             | De Rijlst 55                               | 52° 55' 42" NB, 5° 45' 9" OL  | 514063 | Meer afbeeldingen                                |
| Doniastate, koetshuis                                                                   | Opslag                    | ca. 1910                                          | verm. H.H. Kramer                             | bij De Rijlst 55                           | 52° 55' 42" NB, 5° 45' 9" OL  | 514064 | Doniastate, koetshuis                            |
| Doniastate, kantoor in Engelse Landhuisstijl                                            | Handel en kantoor         | 1938                                              |                                               | De Rijlst 57                               | 52° 55' 43" NB, 5° 45' 11" OL | 514065 | Meer afbeeldingen                                |
| Sint-Nicolaaskerk, Lourdesgrot                                                          | Kapel                     | 1935                                              | H. Huitema                                    | bij Kerkstraat 14                          | 52° 55' 23" NB, 5° 44' 44" OL | 514069 | Meer afbeeldingen                                |
| Windmotor Sint Nicolaasga                                                               | Industrie- en poldermolen | 1930-1939                                         |                                               | ter hoogte van de S. Hepkemalaan bij de A6 | 52° 55' 20" NB, 5° 46' 22" OL | 514076 | Meer afbeeldingen                                |
| Boschoord                                                                               | Woonhuis                  | 1870-1871                                         |                                               | Huisterheide 1                             | 52° 56' 4" NB, 5° 44' 46" OL  | 528682 | Meer afbeeldingen                                |
| Boschoord: tuinprieel                                                                   | Woonhuis                  | 1910                                              |                                               | Huisterheide bij 1                         | 52° 55' 57" NB, 5° 45' 16" OL | 528683 | Meer afbeeldingen                                |